# Milan Kukić
Milan Kukić, hrvaški general, * 5. maj 1919, † ?.

## Življenjepis
Leta 1939 je postal član KPJ in leta 1941 se je pridružil NOVJ. Med vojno je bil med drugim 3. brigade 8. divizije in politični komisar 2. brigade 8. divizije.
Po vojni je končal šolanje na VVA JLA in bil med drugim načelnik štaba vojaškega področja.